# Robert Nivelle
Robert Nivelle (Tulle, 15 oktober 1856 – Parijs, 22 maart 1924) was een Franse generaal.
Hij werd geboren in Tulle in Frankrijk. Hij doorliep de École Polytechnique en slaagde in 1878. Daarna diende hij als artillerie-officier in Indochina, Algerije en China. In oktober 1914 werd hij (evenals Pétain) bevorderd tot brigadegeneraal.
Begin 1916 was hij een van de ondercommandanten van Pétain en hielp hij de Duitse aanval keren bij Verdun. In mei 1916 volgde hij Pétain zelfs op als commandant van het 2e leger bij Verdun. Hij voerde de speciale artillerietechniek in van het voortkruipende vuurscherm, dat de oprukkende infanterie van een scherm van granaatvuur moest voorzien. In oktober 1916 werd deze techniek gebruikt bij de herovering van fort Douaumont. In december van dat jaar schoot Nivelles ster wel erg snel omhoog: hij werd bevorderd (voor vele andere officieren, ouder in rang dan hij) als opvolger van generaal Joffre tot opperbevelhebber van het Franse leger. In die functie beweerde hij dat de technieken die hij bij Verdun had toegepast de oorlog in 1917 zouden kunnen beëindigen. Hij wilde derhalve toestemming voor massale frontale aanvallen, in nauwe coördinatie met massale artilleriebombardementen en de techniek van het voortkruipende vuurscherm. De Franse premier Aristide Briand en zijn Britse collega David Lloyd George geloofden Nivelles verhalen maar al te graag. Zodoende kreeg Nivelle voor zijn aanvalsplannen ook de Britse legers in Frankrijk onder zijn commando.
Nivelles plan behelsde een Britse aanval in het noorden om de Duitse reserves te lokken, gevolgd door een massale Franse aanval op de saillant Arras-Soissons-Reims. Geheimhouding was niet Nivelles sterkste kant. Hij sprak tijdens een Londens diner zelfs met de dames over de komende gevechten. Bovendien kregen de Duitsers een exemplaar van het aanvalsplan in handen, achtergelaten in een veroverde Franse loopgraaf.
De Britten vielen het eerst aan in de Slag bij Arras van 9-15 april 1917. Daarna kwam de grote Franse aanval, de Tweede Slag bij de Aisne, van 16 april-eind mei 1917. De aanval werd voorafgegaan door een artilleriebombardement van 11.000.000 granaten. Niettemin liep de aanval in de eerste uren al hopeloos vast, ondanks de gelijktijdige eerste inzet van de eerste Franse tank: de Schneider. Hoewel hij beloofd had in te grijpen als de aanval dreigde te mislukken, ging Nivelle door met het bloedvergieten van zijn eigen mannen. In de maanden april en mei verloren de geallieerde troepen daardoor 350.000 man, waar slechts een minimale terreinwinst tegenover stond. Het resultaat was dat het Franse leger begon te muiten vanwege de onzinnige en misdadige manier waarop door de generale staf met mensenlevens werd gesmeten.
Nivelle werd ontslagen en in december overgeplaatst naar Noord-Afrika. Philippe Pétain volgde hem op als opperbevelhebber. Hij wist het moreel van de Franse troepen langzaam weer te herstellen. Maar daar was wel de rest van 1917 voor nodig.
Na de oorlog kwam Nivelle terug naar Frankrijk, waar hij in 1921 met pensioen ging. Hij overleed op 22 maart 1924.